# Diego Godín
Pour les articles homonymes, voir Godin.
Diego Roberto Godín Leal, né le 16 février 1986 à Rosario en Uruguay, est un footballeur international uruguayen qui joue au poste de défenseur central.
Naturalisé espagnol en 2011, il possède désormais la double nationalité hispano-uruguayenne.

## Biographie

### Jeunesse et formation
Né à Rosario, Diego Godín (surnommé El Faraón) commence à jouer au football à l'âge de cinq ans. Le jeune uruguayen rêve de jouer pour la Celeste, à l'instar de son idole, Enzo Fransescoli. À l'âge de quinze ans, Godín quitte Rosario pour Montevideo, où il évolue avec le Defensor Sporting Club, mais l'expérience est peu convaincante. Il rejoint alors le Club Atlético Cerro, un autre club de la capitale.

### Carrière en club
Diego Godín commence sa carrière professionnelle en 2003 à l'âge de 17 ans au sein du CA Cerro. Milieu offensif à son arrivée, Godín deviendra peu à peu défenseur central. 
Ses bonnes performances lui permettent de se faire remarquer par le prestigieux club Nacional de Football, également basé dans la capitale uruguayenne. 
Après une saison passée au Nacional, Godín est recruté par Villareal pour la saison 2007-2008. En effet, Villareal avait besoin d'un défenseur central faute d'avoir pu garder Roberto Ayala. Godín et le Villareal atteindront la deuxième place en ligue espagnole.
En août 2010, Godín quitte Villareal pour l'Atlético de Madrid, champion en titre de la Ligue Europa, où il joue comme défenseur central. Godin remporte peu après son arrivée à Madrid la Supercoupe d'Europe, mais son équipe est éliminée en phases de groupe de Ligue Europa, malgré un but de Godín face à Rosenborg. 
En 2011, Godín commence à porter le numéro 2 (numéro qu'il gardera par la suite) qu'il obtient à la suite du départ de Juan Valera à l'été 2011. Godín est titulaire lors des victoires des Colchoneros en finale de la Ligue Europa 2012 et en Supercoupe d'Europe 2012 le 31 août 2012. 
Lors de la 2013/2014, Godín et l'Atlético remportent le championnat espagnol pour la première fois depuis 18 ans. Le titre leur revient après le match nul (1-1) face au FC Barcelone lors de la dernière journée de championnat grâce à l'égalisation de Godín. L'Atlético arrivera également en finale de la Ligue des champions le 24 mai 2014 face au Real Madrid, où Godín ouvre le score. Cependant, le Real égalise et marque trois autres buts, dont un sur pénalty à la suite d'une faute de Godín.  
En août 2015, Godín décide de prolonger son contrat jusqu'en 2019, malgré l'intérêt que lui portent d'autres clubs européens. Le 28 mai 2016, Godín et ses coéquipiers ne parviennent pas à prendre leur revanche sur le Real Madrid en finale de Ligue des champions et s'inclinent sur pénaltys face à leur rivaux madrilènes. 
Au cours de la saison 2017/2018, Godín et l'Atlético terminent troisième de leur groupe en Ligue des champions, ce qui entraine leur élimination mais aussi leur repêchage dans un autre tournoi, la Ligue Europa. L'Atlético remporte la finale de la Ligue Europa face à l'Olympique de Marseille, et Godín fait partie, en raison de ses bonnes prestations, des trois candidats au prix du meilleur joueur de la Ligue Europa (trophée en fin de compte remporté par son coéquipier Antoine Griezmann). 
En août 2018, à la suite du départ de Gabi, Godín devient capitaine des Colchoneros. Il remporte peu après sa troisième Supercoupe de l'UEFA en battant le Real Madrid 4-2. 
Le 25 janvier 2019, Diego Godin passe sa visite médicale avec l'Inter Milan qu'il rejoindra l'été 2019. Le 22 février 2019, Beppe Marotta, confirme que Diego Godin rejoindra l'Inter Milan et officialisera bientôt son transfert.
Le 7 mai 2019, lors d’une conférence de presse, Diego Godín annonce avec émotion qu’il quittera l’Atlético Madrid à la fin de la saison, après neuf ans passés au club.
Le 1er juillet 2019, Diego Godín s'engage officiellement avec l'Inter Milan et y signe un contrat de trois ans avec le club jusqu'en 2022.
Le 24 septembre 2020, il s'engage jusqu'en 2023 avec Cagliari. 
Le 12 janvier 2022, il signe en faveur de l'Atlético Mineiro quelques minutes après avoir résilié son contrat avec le club de Cagliari. 
Le 21 juin 2022, il annonce qu'il quitte le club brésilien à l'amiable. Le même jour, il rejoint Vélez Sarsfield en signant un contrat d'un an et demi. 
Le 31 juillet 2023, il annonce la fin de sa carrière professionnelle après 20 ans sur les terrains, à la suite d'une défaite (1-0), avec son club du Vélez Sarsfield contre CA Huracán. 

### Sélection nationale
Le 26 octobre 2005, alors qu'il est âgé de 19 ans, Godín est appelé par Jorge Fossati pour sa première sélection en équipe nationale, à l'occasion d'un match amical face au Mexique.
En 2007, Godín est appelé par Óscar Tabárez pour participer à la Copa América. Tabárez lui donne une place de titulaire lors du premier match face au Pérou, mais confie par la suite la défense centrale à Andrés Scotti et Diego Lugano. C'est sur le banc que Godín assistera à l'élimination de son équipe en demi-finale face au Brésil.
Diego Godín dispute sa première Coupe du monde en 2010, après que son équipe se soit qualifié en barrages face au Costa Rica. Il occupe la place de défenseur central aux côtés du capitaine uruguayen Diego Lugano. Blessé lors du dernier match de poules face au Mexique, Godín voit son équipe se qualifier pour les huitièmes de finale, une première pour l'Uruguay depuis 1990. Signe de l'efficacité de la défense uruguayenne, Godín et ses coéquipiers n'encaissent aucun but en phase de groupes. Pourtant présent lors de la victoire en huitièmes, il manque les quarts de finale face au Ghana à nouveau en raison d'une blessure, mais dispute la demi-finale face aux Pays-Bas ainsi que le match pour la troisième place face à l'Allemagne (matchs tous deux perdus).
Godín fait partie de l'effectif uruguayen lors de la Copa América 2011. Malade, Godín ne peut disputer la plupart des matchs, ce qui n'empêchera pas son équipe de remporter le tournoi. En fin de compte, il ne jouera que deux minutes lors des derniers instants de la finale face au Paraguay.
La victoire en Copa América ouvre à l'Uruguay les portes de la Coupe des confédérations 2013. Godín y joue tous les matchs, à l'exception de l'écrasante victoire face à Tahiti (score : 8-0). Il ne parvient pas à éviter l'élimination de son équipe en demi-finale face au Brésil.
Diego Godín aide son équipe à se qualifier à la Coupe du monde 2014, en jouant les deux matchs de barrages face à la Jordanie. Au Brésil, l'Uruguay débute très mal sa Coupe du monde en perdant son premier match face au Costa Rica (score : 1-3). De plus, Diego Lugano, capitaine d'équipe, ne peut participer aux matchs face à l'Angleterre et l'Italie en raison d'une blessure au genou. Godín obtient donc le brassard de capitaine et occupe à présent la charnière centrale avec son coéquipier à l'Atlético Madrid, José María Giménez. La Celeste parviendra tout de même à se rattraper en battant l'Angleterre puis l'Italie. Face aux Italiens, Godín marquera l'unique but du match de la tête sur corner, qualifiant son équipe dans la foulée. L'aventure s'arrêtera cependant en huitièmes à la suite de la défaite 2-0 face à la Colombie.
Par la suite, Godín gardera le rôle de capitaine, tandis que son coéquipier Giménez obtiendra une place de titulaire dans la défense centrale uruguayenne. Les deux défenseurs font partie de l'effectif uruguayen pour la Copa América 2015. La Celeste, tenante du titre, est éliminée en quart de finale par les Chiliens, futurs vainqueurs du tournoi.
Titulaire lors la Copa América Centenario en 2016, Godín et l'Uruguay quitteront le tournoi à l'issue des phases de poules. C'est au cours de ce tournoi que le défenseur uruguayen effectuera son centième match en sélection nationale.
Après avoir aidé son équipe à se qualifier (notamment en inscrivant trois buts), Diego Godín est sélectionné par Óscar Tabárez pour participer à la Coupe du monde 2018. Avec leur défense efficace, Godín et ses coéquipiers forment la seule équipe à ne pas avoir encaissé de buts durant la phase de groupes. L'Uruguay atteindra les quarts de finale, où elle s'inclinera face à la France.
Le 25 mars 2019, à l'occasion d'un match amical face à la Thaïlande, Godín honore sa 126ème cape en équipe d'Uruguay, devenant ainsi le joueur le plus capé de histoire de l'équipe en battant le record de Maxi Pereira.
En mai 2019, il est à nouveau appelé à disputer la Copa América au Brésil. Lors du premier match face à l'Équateur, il délivre une passe décisive pour Edinson Cavani (score final : 4-0). Son équipe est finalement éliminée par le Pérou en quarts de finale (score : 0-0, 4-5 t.a.b.).
En 2021, il est convoqué pour disputer la Copa America au Brésil. L'Uruguay sera éliminée par la Colombie en quarts de finale lors d'une séance de tirs-au-but.
Le 10 novembre 2022, il est sélectionné par Diego Alonso pour participer à la Coupe du monde 2022.

## Style de jeu
Excellent en ce qui concerne le jeu de tête, il marque plusieurs buts déterminants sur corner: l'unique but de son club le 17 mai, lors de la 38e journée de la Liga 2013/2014, entérinant le score final (1-1) permettant à l'Atlético d'être champion, le 24 mai 2014 à l'occasion de la finale de Ligue des champions où son équipe s'incline 4-1 après prolongations, ainsi que le 24 juin de la même année contre l'Italie où il marque du dos le but qui permet à l'Uruguay de se qualifier pour les huitièmes de finale de la Coupe du monde 2014. Il est aussi très performant dans son placement défensif.

## Vie personnelle
Il est le parrain de la fille d'Antoine Griezmann.
Depuis le 28 juillet 2011, il possède la nationalité espagnole.
En décembre 2018, il épouse sa compagne de longue date Sofia Herrera.
En octobre 2021, son nom est cité dans les Pandora Papers. 

## Palmarès

### En club (8)
Atlético de Madrid (8)
- Vainqueur de la Ligue Europa en 2012 et 2018
- Vainqueur de la Supercoupe d'Europe en 2010, 2012 et 2018
- Champion d'Espagne en 2014
- Vainqueur de la Coupe d'Espagne en 2013
- Vainqueur de la Supercoupe d'Espagne en 2014
- Finaliste de la Ligue des champions en 2014 et 2016

 Inter Milan
- Finaliste de la Ligue Europa en 2020

### En sélection nationale (1)
Equipe d'Uruguay  (1)
- Vainqueur de la Copa América en 2011

## Distinctions individuelles
- Nommé pour le Ballon d'or en 2016 et 2018

 Atlético de Madrid
- Membre de l'équipe type de l'année IFFHIS : 2018
- Joueur du mois en Liga : avril 2014, mai 2014
- Membre de l'équipe-type de l'année en Liga : 2014, 2016
- Membre de l'équipe-type de l'année UEFA : 2014
- Membre de l'équipe-type de la Ligue des Champions : 2014, 2016, 2017
- Prix LFP du meilleur défenseur de l'année : 2016
- Membre de l'équipe type établie par Médias sportifs européens : 2016

 Equipe d'Uruguay 
- Membre de l'équipe type de la Coupe du monde 2018

## Statistiques

### Carrière
| Saison                | Club                  | Championnat           | Championnat | Championnat | Championnat | Coupe(s) nationale(s) | Coupe(s) nationale(s) | Coupe(s) nationale(s) | Supercoupe | Supercoupe | Supercoupe | Compétition(s) continentale(s) | Compétition(s) continentale(s) | Compétition(s) continentale(s) | Compétition(s) continentale(s) | Ligue régionale | Ligue régionale | Ligue régionale | Total | Total | Total |
| Saison                | Club                  | Division              | M.          | B.          | P.d.        | M.                    | B.                    | P.d.                  | M.         | B.         | P.d.       | Comp.                          | M.                             | B.                             | P.d.                           | M.              | B.              | P.d.            | M.    | B.    | P.d.  |
| 2002-2003             | CA Cerro              | Primera División      | 1           | 0           | -           | 0                     | 0                     | 0                     | -          | -          | -          | -                              | -                              | -                              | -                              | -               | -               | -               | 1     | 0     | 0     |
| 2003-2004             | CA Cerro              | Primera División      | 8           | 0           | -           | 0                     | 0                     | 0                     | -          | -          | -          | -                              | -                              | -                              | -                              | -               | -               | -               | 8     | 0     | 0     |
| 2004-2005             | CA Cerro              | Primera División      | 17          | 1           | -           | 0                     | 0                     | 0                     | -          | -          | -          | -                              | -                              | -                              | -                              | -               | -               | -               | 17    | 1     | 0     |
| 2005-2006             | CA Cerro              | Primera División      | 30          | 5           | 2           | 4                     | 0                     | 0                     | -          | -          | -          | -                              | -                              | -                              | -                              | -               | -               | -               | 34    | 5     | 2     |
| Sous-total            | Sous-total            | Sous-total            | 56          | 6           | 2           | 4                     | 0                     | 0                     | -          | -          | -          | -                              | -                              | -                              | -                              | -               | -               | -               | 60    | 6     | 2     |
| 2006-2007             | Nacional              | Primera División      | 26          | 0           | 0           | 4                     | 0                     | 0                     | -          | -          | -          | CL+CS                          | 10+6                           | 2+0                            | 0                              | -               | -               | -               | 46    | 2     | 0     |
| Sous-total            | Sous-total            | Sous-total            | 26          | 0           | 0           | 4                     | 0                     | 0                     | -          | -          | -          | -                              | 16                             | 2                              | 0                              | -               | -               | -               | 46    | 2     | 0     |
| 2007-2008             | Villarreal CF         | Liga                  | 24          | 1           | 1           | 3                     | 0                     | 0                     | -          | -          | -          | C3                             | 7                              | 0                              | 0                              | -               | -               | -               | 34    | 1     | 1     |
| 2008-2009             | Villarreal CF         | Liga                  | 31          | 0           | 2           | -                     | -                     | -                     | -          | -          | -          | C1                             | 7                              | 0                              | 0                              | -               | -               | -               | 38    | 0     | 2     |
| 2009-2010             | Villarreal CF         | Liga                  | 36          | 3           | 2           | 2                     | 0                     | 0                     | -          | -          | -          | C3                             | 6                              | 0                              | 0                              | -               | -               | -               | 44    | 3     | 2     |
| Sous-total            | Sous-total            | Sous-total            | 91          | 4           | 5           | 5                     | 0                     | 0                     | -          | -          | -          | -                              | 20                             | 0                              | 0                              | -               | -               | -               | 116   | 4     | 5     |
| 2010-2011             | Atlético de Madrid    | Liga                  | 25          | 0           | 0           | 1                     | 1                     | 1                     | -          | -          | -          | C3+SE                          | 3+1                            | 1+0                            | 0                              | -               | -               | -               | 30    | 2     | 1     |
| 2011-2012             | Atlético de Madrid    | Liga                  | 27          | 2           | 3           | 1                     | 0                     | 0                     | -          | -          | -          | C3                             | 13                             | 1                              | 0                              | -               | -               | -               | 41    | 3     | 3     |
| 2012-2013             | Atlético de Madrid    | Liga                  | 35          | 1           | 2           | 5                     | 0                     | 0                     | -          | -          | -          | C3+SE                          | 1+1                            | 0                              | 0                              | -               | -               | -               | 42    | 1     | 2     |
| 2013-2014             | Atlético de Madrid    | Liga                  | 34          | 4           | 1           | 5                     | 2                     | 0                     | 2          | 0          | 0          | C1                             | 10                             | 2                              | 0                              | -               | -               | -               | 51    | 8     | 1     |
| 2014-2015             | Atlético de Madrid    | Liga                  | 34          | 3           | 0           | 3                     | 0                     | 0                     | 2          | 0          | 0          | C1                             | 9                              | 1                              | 0                              | -               | -               | -               | 48    | 4     | 0     |
| 2015-2016             | Atlético de Madrid    | Liga                  | 31          | 1           | 1           | 3                     | 0                     | 0                     | -          | -          | -          | C1                             | 12                             | 0                              | 1                              | -               | -               | -               | 46    | 1     | 2     |
| 2016-2017             | Atlético de Madrid    | Liga                  | 31          | 3           | 1           | 5                     | 0                     | 1                     | -          | -          | -          | C1                             | 10                             | 0                              | 0                              | -               | -               | -               | 46    | 3     | 2     |
| 2017-2018             | Atlético de Madrid    | Liga                  | 30          | 0           | 0           | 3                     | 1                     | 0                     | -          | -          | -          | C1+C3                          | 4+8                            | 0+0                            | 0+0                            | -               | -               | -               | 45    | 1     | 0     |
| 2018-2019             | Atlético de Madrid    | Liga                  | 30          | 3           | 1           | 2                     | 0                     | 0                     | -          | -          | -          | C1+SE                          | 6+1                            | 1+0                            | 1+1                            | -               | -               | -               | 39    | 4     | 3     |
| Sous-total            | Sous-total            | Sous-total            | 277         | 16          | 9           | 28                    | 1                     | 2                     | 4          | 0          | 0          | -                              | 79                             | 6                              | 3                              | -               | -               | -               | 388   | 23    | 14    |
| 2019-2020             | Inter Milan           | Serie A               | 23          | 1           | 1           | 2                     | 0                     | 0                     | -          | -          | -          | C1+C3                          | 5+6                            | 0+1                            | 0                              | -               | -               | -               | 36    | 2     | 1     |
| Sous-total            | Sous-total            | Sous-total            | 23          | 1           | 1           | 2                     | 0                     | 0                     | -          | -          | -          | -                              | 11                             | 1                              | 0                              | -               | -               | -               | 36    | 2     | 1     |
| 2020-2021             | Cagliari Calcio       | Serie A               | 28          | 1           | 0           | -                     | -                     | -                     | -          | -          | -          | -                              | -                              | -                              | -                              | -               | -               | -               | 28    | 1     | 0     |
| 2021-2022             | Cagliari Calcio       | Serie A               | 11          | 0           | 1           | 1                     | 0                     | 1                     | -          | -          | -          | -                              | -                              | -                              | -                              | -               | -               | -               | 12    | 0     | 2     |
| Sous-total            | Sous-total            | Sous-total            | 39          | 1           | 1           | 1                     | 0                     | 1                     | -          | -          | -          | -                              | -                              | -                              | -                              | -               | -               | -               | 40    | 1     | 2     |
| 2022                  | Atlético Mineiro      | Brasileirão           | 1           | 0           | 0           | 1                     | 0                     | 0                     | 1          | 0          | 0          | CL                             | 2                              | 0                              | 0                              | 4               | 1               | 0               | 9     | 1     | 0     |
| Sous-total            | Sous-total            | Sous-total            | 1           | 0           | 0           | 1                     | 0                     | 0                     | 1          | 0          | 0          | -                              | 2                              | 0                              | 0                              | 4               | 1               | 0               | 9     | 1     | 0     |
| 2022                  | Vélez Sarsfield       | Primera División      | 6           | 1           | 0           | -                     | -                     | -                     | -          | -          | -          | CL                             | 2                              | 0                              | 0                              | -               | -               | -               | 8     | 1     | 0     |
| Sous-total            | Sous-total            | Sous-total            | 6           | 1           | 0           | 0                     | 0                     | 0                     | 0          | 0          | 0          | -                              | 2                              | 0                              | 0                              | 0               | 0               | 0               | 8     | 1     | 0     |
| Total sur la carrière | Total sur la carrière | Total sur la carrière | 519         | 29          | 18          | 45                    | 1                     | 3                     | 5          | 0          | 0          | -                              | 130                            | 9                              | 3                              | 4               | 1               | 0               | 703   | 40    | 24    |

### En sélection nationale
| Saison                | Sélection             | Phases finales                   | Phases finales | Phases finales | Phases finales | Éliminatoires CDM | Éliminatoires CDM | Éliminatoires CDM | Matchs amicaux | Matchs amicaux | Matchs amicaux | Total | Total | Total |
| Saison                | Sélection             | Compétition                      | M              | B              | Pd             | M                 | B                 | Pd                | M              | B              | Pd             | M     | B     | Pd    |
| --------------------- | --------------------- | -------------------------------- | -------------- | -------------- | -------------- | ----------------- | ----------------- | ----------------- | -------------- | -------------- | -------------- | ----- | ----- | ----- |
| 2005-2006             | Uruguay               | -                                | -              | -              | -              | -                 | -                 | -                 | 6              | 1              | 0              | 6     | 1     | 0     |
| 2006-2007             | Uruguay               | Copa América 2007 4e             | 3              | 0              | 0              | -                 | -                 | -                 | 4              | 2              | 0              | 7     | 2     | 0     |
| 2007-2008             | Uruguay               | -                                | -              | -              | -              | 6                 | 0                 | 1                 | 4              | 0              | 0              | 10    | 0     | 1     |
| 2008-2009             | Uruguay               | -                                | -              | -              | -              | 7                 | 0                 | 0                 | 2              | 0              | 0              | 9     | 0     | 0     |
| 2009-2010             | Uruguay               | Coupe du monde 2010 4e           | 5              | 0              | 0              | 3                 | 0                 | 0                 | 3              | 0              | 0              | 11    | 0     | 0     |
| 2010-2011             | Uruguay               | Copa América 2011                | 1              | 0              | 0              | -                 | -                 | -                 | 3              | 0              | 0              | 4     | 0     | 0     |
| 2011-2012             | Uruguay               | -                                | -              | -              | -              | 5                 | 0                 | 1                 | 4              | 0              | 0              | 9     | 0     | 1     |
| 2012-2013             | Uruguay               | Coupe des confédérations 2013 4e | 4              | 0              | 0              | 6                 | 0                 | 0                 | 3              | 0              | 0              | 13    | 0     | 0     |
| 2013-2014             | Uruguay               | Coupe du monde 2014              | 4              | 1              | 0              | 5                 | 0                 | 0                 | 3              | 0              | 0              | 12    | 1     | 0     |
| 2014-2015             | Uruguay               | Copa América 2015                | 3              | 0              | 0              | -                 | -                 | -                 | 7              | 0              | 0              | 10    | 0     | 0     |
| 2015-2016             | Uruguay               | Copa América Centenario          | 3              | 1              | 0              | 4                 | 3                 | 0                 | 2              | 0              | 0              | 9     | 4     | 0     |
| 2016-2017             | Uruguay               | -                                | -              | -              | -              | 8                 | 0                 | 0                 | -              | -              | -              | 8     | 0     | 0     |
| 2017-2018             | Uruguay               | Coupe du monde 2018              | 5              | 0              | 0              | 4                 | 0                 | 0                 | 4              | 0              | 0              | 13    | 0     | 0     |
| 2018-2019             | Uruguay               | Copa América 2019                | 4              | 0              | 1              | -                 | -                 | -                 | 6              | 0              | 0              | 10    | 0     | 1     |
| 2019-2020             | Uruguay               | -                                | -              | -              | -              | -                 | -                 | -                 | 4              | 0              | 0              | 4     | 0     | 0     |
| 2020-2021             | Uruguay               | Copa América 2021                | 5              | 0              | 0              | 6                 | 0                 | 0                 | -              | -              | -              | 11    | 0     | 0     |
| 2021-2022             | Uruguay               | -                                | -              | -              | -              | 11                | 0                 | 1                 | 2              | 0              | 0              | 13    | 0     | 1     |
| 2022-2023             | Uruguay               | Coupe du monde 2022              | 2              | 0              | 0              | -                 | -                 | -                 | -              | -              | -              | 2     | 0     | 0     |
| Total sur la carrière | Total sur la carrière | Total sur la carrière            | 39             | 2              | 1              | 65                | 3                 | 3                 | 57             | 3              | 0              | 161   | 8     | 4     |

### Buts internationaux
| #  | Date             | Lieu                                                | Adversaire | Score | Résultats | Compétitions                      |
| -- | ---------------- | --------------------------------------------------- | ---------- | ----- | --------- | --------------------------------- |
| 1. | 27 mai 2006      | Stade de l'Étoile rouge, Belgrade, Serbie           | Serbie     | 1-1   | 1-1       | Match amical                      |
| 2. | 16 août 2006     | Stade international du Caire, Le Caire, Égypte      | Égypte     | 1-0   | 2-0       | Match amical                      |
| 3. | 18 octobre 2006  | Estadio Centenario, Montevideo, Uruguay             | Venezuela  | 1-0   | 4-0       | Match amical                      |
| 4. | 24 juin 2014     | Arena das Dunas, Natal, Brésil                      | Italie     | 1-0   | 1-0       | Coupe du monde 2014               |
| 5. | 8 octobre 2015   | Estadio Hernando Siles, La Paz, Bolivie             | Bolivie    | 1-0   | 2-0       | Éliminatoires Coupe du monde 2018 |
| 6. | 13 octobre 2015  | Estadio Centenario, Montevideo, Uruguay             | Colombie   | 1-0   | 3-0       | Éliminatoires Coupe du monde 2018 |
| 7. | 17 novembre 2015 | Estadio Centenario, Montevideo, Uruguay             | Chili      | 1-0   | 3-0       | Éliminatoires Coupe du monde 2018 |
| 8. | 5 juin 2016      | University of Phoenix Stadium, Glendale, États-Unis | Mexique    | 1-1   | 1-3       | Copa América Centenario           |